# Mily Possoz
Emília Possoz (Lisboa, 4 de Dezembro de 1888 - Lisboa, 17 de Junho de 1968), conhecida por Mily Possoz, foi uma artista plástica portuguesa de origem belga. É uma das figuras de maior destaque da primeira geração de pintores modernistas portugueses.

## Vida e Obra
Nascida Émilie Possoz a 4 de dezembro de 1888, em Lisboa, era filha de Henri Émile Possoz, antigo oficial de artilharia do exército belga e engenheiro químico, e de Jeanne Anne Rosalie Leroy, ambos cidadãos belgas da alta burguesia, nascidos em Antuérpia e Liège, radicados em Portugal em 1888 quando Henri Émile aceitou exercer como professor de Química aplicada à Cerâmica na Escola Industrial das Caldas da Rainha. Registada e baptizada como Emília Possoz nas Caldas da Rainha, Mily e a sua irmã Jeanne beneficiaram de uma educação artística esmerada tendo ingressado na Escola Alemã, quando a família se fixou em Lisboa para o pai exercer as funções de procurador e chefe de secção marítima na firma Burnay & Cª, pertencente a Henrique Burnay, sendo posteriormente nomeado chanceler do Consulado Geral da Bélgica, em Lisboa, e distinguido como Cavaleiro da Ordem de Leopoldo da Bélgica. Inseridos na pequena comunidade belga da capital portuguesa e na sociedade lisboeta, a sua família convivia com artistas, intelectuais e figuras de renome como Alfredo Roque Gameiro, José Vianna da Motta ou Alexandre Rey Colaço e a sua filha Alice.

Ainda jovem, Mily começou a frequentar o atelier do aguarelista Enrique Casanova, mestre do rei D. Carlos I e da rainha D. Amélia, e da pintora Emília dos Santos Braga, discípula de José Malhoa, e em 1905, com apenas 16 anos, continuou a sua aprendizagem artística fora do país, nomeadamente em Paris, frequentando a Académie de La Grand Chaumière, em Montparnasse. Durante a sua estadia na cidade das luzes, inseriu-se na comunidade artística, visitou museus e salões de exposições, conheceu Lucien Simon e Émile-René Ménard, dos quais foi aluna, Manuel Jardim, Manuel Bentes, Francisco Smith, Amadeo Modigliani e Eduardo Viana, e começou a explorar novas técnicas e a acompanhar os novos movimentos de vanguarda artísticos. Mais tarde prosseguiu os seus estudos em Düsseldorf, Alemanha, onde teve aulas particulares com o célebre mestre da gravura Willy Spatz sobre litografia, e ainda viajou pela Bélgica, Itália e Holanda.

Sem título, 1930.

Regressada a Portugal em 1909, de espírito livre, independente, moderna e boémia, Milly passou a residir na Lapa, frequentando os salões culturais e cinematógrafos da baixa lisboeta, quase sempre na companhia da sua irmã Jeanne e da sua amiga Alice Rey Colaço. Após a Implantação da República, rebelando-se contra o conservadorismo da sociedade e os convencionalismos na arte, integrou o movimento modernista emergente em Portugal, tendo participado nas Exposições da Sociedade de Belas-Artes de 1910 a 1911, onde foi várias vezes distinguidas, e nas Exposições de Humoristas e Modernistas de 1913 a 1926, juntamente com Almada Negreiros, Stuart Carvalhais, Cristiano Cruz e Emmérico Nunes, sendo também das poucas artistas femininas da sua geração a organizar exposições individuais do seu trabalho em pintura a óleo, desenho a lápis, guache ou aguarela, no Salão Bobone ou ainda no Salão da Ilustração (1924). Consagrando-se como uma das mais importantes artistas portuguesas da primeira metade do século XX, foi a única presença feminina na II Exposição de Humoristas, em 1913, e na Exposição dos Cinco Independentes, em 1923. 
Excelente desenhadora, para além de pintora, durante a mesma época Mily começou a colaborar como designer de cartazes e cenários, juntamente com Jorge Barradas e Alice Rey Colaço, para a peça de teatro "Zilda" de Alfredo Cortez (1921), e como ilustradora em numerosas publicações, como as revistas ABC, Athena, Contemporânea, Diário de Lisboa, A Civilização ou Ilustração Portuguesa, entre outras, utilizando técnicas de xilogravura, litografia, aguarela, água-forte e ponta-seca, ou em contos e romances, como "O Jardim das Mestras" (1914) de Manoel de Sousa Pinto, "As desgraças de uma família persa" (1922) e "As Bonecas" (1923) de Jane Bensaude, "As Viagens Aventurosas de Felício e Felizarda ao Pólo Norte" (1922) de Ana de Castro Osório, "As rosas do menino Jesus" (1923) de Maria Benedita Moutinho de Albuquerque Pinho e "Theatro para Creanças" (1923) de Maria Paula Azevedo.
Durante um dos muitos eventos culturais e artísticos que Possoz frequentou em 1919, esta reencontrou o pintor Eduardo Viana, do qual ficou noiva. Juntos conviveram com Robert e Sonia Delaunay, Sarah Afonso e Almada Negreiros, Maria Helena Viera da Silva, Abel Manta, Clementina Carneiro de Moura, António Ferro, Fernanda de Castro, Maria Keil, Estrela Faria e António Soares, atingiram novos patamares no seu ofício e arte assim como maturidade artística, e após a Primeira Guerra Mundial, em 1922, fixaram residência em Paris.
Durante a sua segunda estadia em terras francesas, Mily Possoz tornou-se membro activo e única sócia feminina da sociedade Jeune Gravure Contemporaine, expôs no Museu Nacional de Arte Moderna e na Galeria de Marcel Guiot em Paris e travou amizade com o artista japonês Tsuguharu Foujita, com quem estabeleceu alguns jogos plásticos, evidentes em algumas das suas litogravuras e pontas-secas. Apesar do seu sucesso profissional, em 1922 o casal foi rejeitado pela Sociedade de Belas Artes, devido às ideias proferidas por Possoz sobre o conservadorismo e atraso artístico da sociedade de artistas. Indignado, Eduardo que já era sócio da mesma sociedade e nunca havia sido recusado de expor nas suas exposições, decidiu organizar uma exposição para artistas modernistas e de diferentes vanguardas, nomeadamente com a criação do I Salão de Outono (1925), onde Possoz expôs vários trabalhos. Apesar de se apoiarem mutuamente, em 1926, Eduardo terminou o seu noivado abruptamente e partiu para Bruxelas. Retomaram a relação dois anos depois, contudo em 1930 a relação terminou novamente. Possoz permaneceu em Paris até 1937, visitando ocasionalmente Portugal para expor ou visitar familiares. Nesse mesmo ano, participou na Exposição Internacional de Paris e na Exposição de Gravura Francesa, realizada em Cleveland, nos Estados Unidos, que lhe garantiu a medalha de ouro e a aquisição de obras suas para o Museu de Cleveland.
De novo a viver em Portugal, passou a residir em Sintra, perto do centro da vila, e em 1940 encontrou-se entre o vasto leque de artistas modernistas convidados pelo arquitecto Cottinelli Telmo para a decoração dos pavilhões da Exposição do Mundo Português, sendo-lhe atribuída a Sala do Japão, inspirada pela arte dos biombos Namban. No decorrer dessa mesma década, travou amizade com o pintor e desenhador catalão Ramon Rogent i Perés, dedicou-se sobretudo à pintura a óleo e à aguarela, colaborando ainda ocasionalmente na revista Panorama  (1941-1949) e com a Companhia Portuguesa de Bailado Verde Gaio, ao estrear-se como figurinista no bailado D. Sebastião, em 1943, e participou em várias Exposições de Arte Moderna, promovidas pelo Secretariado de Propaganda Nacional (SPN), tal como Thomaz de Mello (Tom), Celestino Alves, Carlos Botelho, António Duarte, Mário Eloy, António Dacosta, António Pedro, Guilherme Camarinha, Eduardo Viana ou Almada Negreiros, recebendo em 1944 o Prémio Souza-Cardoso e em 1951 o Prémio Columbano.
Na década de cinquenta e sessenta, a convite do seu vizinho e amigo Bartolomeu Cid dos Santos, começou a colaborar com a Sociedade Cooperativa de Gravadores Portugueses, da qual permaneceu membro até à data da sua morte, conheceu o coleccionador de arte Joaquim Machaz, que lhe encomendou vários quadros para a decoração do Hotel Tivoli, após a remodelação pelo arquitecto Pardal Monteiro, começou a dar aulas privadas de pintura a vários discípulos, como os filhos do Conde de Paris, no atelier que tinha em casa, continuou a criar ilustrações para livros como "Bom Dia Tristeza" (1954) de Françoise Sagan e "Mascarados e máscaras populares de Trás-os-Montes" (1960) de Sebastião Pessanha, realizou a sua terceira exposição individual na Galeria Diário de Notícias, expôs nas câmaras municipais de Sintra e Almada e ainda apoiou jovens artistas a expor pela primeira vez em diversos espaços. Apesar de viver num meio mais calmo do que a capital portuguesa, Possoz estimava bem as suas amizades e era visitada frequentemente pela sua irmã Jeanne Lucie e o seu cunhado Jean Demoustier, assim como por Maria Helena Vieira da Silva, Árpád Szenes, Abel Manta e Clementina Carneiro de Moura, entre outras figuras de renome.
A 17 de junho de 1968, Mily Possoz faleceu em Lisboa, na casa de sua irmã. Pintora de sólido ofício, sensível a uma modernidade a que não será alheia a herança pós-impressionista, Mily Possoz deve a sua fortuna crítica "à amabilidade feminil do seu traço e dos seus motivos: paisagens, retratos reais ou inventados, gatos e cenas urbanas, quase sempre tingidos por valores feéricos, ingénuos e matriciais, que lhe permitiram envelhecer como uma eterna menina".

## Legado e Homenagens
Após a sua morte, em 1969 foi realizada a primeira exposição retrospectiva em homenagem à artista no espaço de exibição da Gravura – Sociedade Cooperativa de Gravadores Portugueses, em Lisboa.
A sua obra mais conhecida acabou por ser o programa decorativo do antigo Livro da segunda classe, com a primeira de muitas edições a ser publicada em 1958.

## Prémios
Breve selecção:
- 1937 - Medalha de Ouro do Júri Internacional de Gravura
- 1944 - Prémio Sousa Cardoso
- 1949 - Prémio de Desenho José Tagarro
- 1951 - Prémio Columbano

## Colecções / Museus
Encontra-se representada em colecções públicas e privadas em Portugal, Bélgica, Reino Unido e Estados Unidos da América, nomeadamente no Centro de Arte Moderna José de Azeredo Perdigão, Fundação Calouste Gulbenkian e no Museu do Chiado, entre outros.  